# La Bélgica
La Bélgica è una località della Bolivia, capoluogo del comune di Colpa Bélgica, nel dipartimento di Santa Cruz, 37 km a nord della città di Santa Cruz de la Sierra.